# Frau Temme sucht das Glück
Frau Temme sucht das Glück ist eine deutsche Comedy-Serie. Die bisher einzige Staffel wurde vom 24. Januar bis zum 14. März 2017 im Ersten ausgestrahlt.

## Handlung
Carla Temme (Meike Droste) arbeitet als Risikoanalystin in der Rheinischen Versicherung in Köln, und ihre Kollegen machen ihr den Arbeitsalltag nicht gerade leicht. Der kauf- und spielsüchtige Hans-Peter Mühlens ist ihr Chef, Frank Weber und der Jurist Horst Ballsen sind ihre Kollegen. Privat versucht sie, sich eine Beziehung mit Mikael aufzubauen, wobei ihr ihre Schwester Hannah hilft.

## Besetzung

### Hauptdarsteller
| Schauspieler      | Rollenname         | Rolle (Folgen) | Jahre |
| ----------------- | ------------------ | -------------- | ----- |
| Meike Droste      | Carla Temme        | 1–6            | 2017  |
| Martin Brambach   | Hans-Peter Mühlens | 1–6            | 2017  |
| Sebastian Schwarz | Frank Weber        | 1–6            | 2017  |
| Ronald Kukulies   | Horst Ballsen      | 1–6            | 2017  |
| Richard Ulfsäter  | Mikael             | 1–6            | 2017  |

### Nebendarsteller (Auswahl)
| Schauspieler           | Rollenname            | Rolle (Folgen) | Jahre |
| ---------------------- | --------------------- | -------------- | ----- |
| Anna Blomeier          | Hannah Temme          | 1–6            | 2017  |
| Johann von Bülow       | Dr. Holger Jeckel     | 1–6            | 2017  |
| Christine Sommer       | Gabriele              | 1–6            | 2017  |
| Katharina Schmalenberg | Monika Ballsen        | 1–6            | 2017  |
| Emma Externbrink       | Maike Ballsen         | 1–6            | 2017  |
| Jule Skibba            | Carla Temme (6 Jahre) | 1–6            | 2017  |

## Produktion
Die Serie wurde von der Warner Bros. ITVP Deutschland GmbH produziert. Die Dreharbeiten fanden von Frühjahr bis Sommer 2016 statt.

## Episodenliste

### Staffel 1
| Nr. (ges.) | Nr. (St.) | Originaltitel             | Erstausstrahlung | Regie         | Drehbuch                           | Zuschauer |
| --- | --------- | ------------------------- | ---------------- | ------------- | ---------------------------------- | --------- |
| 1 | 1         | Alles Gute kommt von oben | 24. Jan. 2017    | Fabian Möhrke | Dietmar Jacobs                     | 4,47 Mio. |
| Die Rheinische Versicherung führt eine neue "No-Limit-Versicherung" ein. Der Hähnchenfabrikant Färber ist erster Kunde, weil er fürchtet, von einem gefrorenen Hähnchen erschlagen zu werden. Carla berechnet widerwillig das Risiko und erfährt, dass Färber an ein "Pech-Gen" seiner Familie glaubt. Sie findet heraus, dass Färber adoptiert wurde und das "Pech-Gen" gar nicht in sich tragen kann. Bei einer Feier fällt Carla ein gefrorenes Hähnchen auf Färbers Kopf. Zum Glück war es in Wirklichkeit eine Pute, so dass die Versicherung nicht zu zahlen braucht.                     |           |                           |                  |               |                                    |           |
| 2 | 2         | Der perfekte Mann         | 31. Jan. 2017    | Fabian Möhrke | Benedikt Gollhardt                 | 3,54 Mio. |
| Sabine Helmer will die Treue ihres Verlobten Peter nach der Hochzeit versichern lassen. Carla setzt ihre Schwester Hannah als Lockvogel für den Treuetest ein, was erfolglos bleibt. Doch Peter verliebt sich unerwartet in Carla und die Hochzeit platzt. Parallel wird Mühlens von einem früheren Kumpel namens Jens Ritter wegen eines missverständlich formulierten Vertragstextes übers Ohr gehauen. |           |                           |                  |               |                                    |           |
| 3 | 3         | Alles nach Plan           | 14. Feb. 2017    | Fabian Möhrke | Dietmar Jacobs, Benedict Gollhardt | 3,28 Mio. |
| Friedrich Peters will mit seinen beiden 80-jährigen Söhnen seinen 110. Geburtstag feiern. Er will eine Versicherung dafür, dass er diesen Tag tatsächlich noch erlebt. Trotz erfolgreicher Risikoanalyse bekommt Friedrich einen Herzanfall. Carla kann ihn retten, findet jedoch heraus, dass er nämlich Selbstmord begehen will, damit die Söhne die Versicherungssumme erhalten. Parallel will Klaus Pelzer seiner Frau Uschi das Gesicht verjüngen lassen und den Erfolg versichern lassen. Die Operation misslingt zwar, aber Klaus gefällt es so, und die Versicherung muss nicht zahlen. |           |                           |                  |               |                                    |           |
| 4 | 4         | Der Bruch                 | 21. Feb. 2017    | Fabian Möhrke | Dietmar Jacobs                     | 2,57 Mio. |
| Der Einbrecher Herbert Heimanns möchte eine Berufsunfähigkeits-Versicherung. Er lockt Carla ins Haus ihres Chefs Jeckel, damit sie ihm bei der Arbeit zusehen kann. Dort verliert sie versehentlich ihr Handy. Damit Heimann es wieder herausholen kann, geht Carla mit Jeckel essen. Parallel will sich Sonja Eckert gegen den Fluch eines Fetischs versichern. Carla überzeugt sie jedoch, dass es in Wirklichkeit ein Glücksbringer sei. |           |                           |                  |               |                                    |           |
| 5 | 5         | Der Charakter der Macht   | 7. März 2017     | Fabian Möhrke | Benedikt Gollhardt                 | 2,78 Mio. |
| Freidler, der Vorsitzende des Aufsichtsrates der Strahl AG, will versichern, dass seine potentielle Nachfolgerin Katharina Brandt keine weiblichen Schwächen zeigt. Carla macht eine erfolgreiche Risikoanalyse und entdeckt dabei, dass Freidler seine Nachfolgerin nur ausspionieren will. Parallel verlangt Mühlens' Frau Bettina Versicherung gegen dessen Kaufsucht. |           |                           |                  |               |                                    |           |
| 6 | 6         | Alles Liebe               | 14. März 2017    | Fabian Möhrke | Benedikt Gollhardt                 | 1,07 Mio. |
| Ruth Schirmer hat herausgefunden, dass ihr Sohn Jannis nicht ihr leibliches Kind ist, weil er bei der Geburt vertauscht wurde. Sie befürchtet, die leiblichen Eltern könnten das Kind finden und ihr wegnehmen, wogegen sie sich versichern will. Die Recherche führt wieder Willen dazu, dass die Befürchtung wahr wird. Parallel fordert Heiner Zapf die Auszahlung seiner Risikolebensversicherung, weil er zehn Minuten lang klinisch tot war. |           |                           |                  |               |                                    |           |

## Kritik
- Die FAZ urteilt: „Die neue ARD-Serie Frau Temme sucht das Glück entführt in einen Käfig voller Narren.“[4]

- Tittelbach.tv meint: „Deutsche sind risikoscheu. Programmmacher ganz besonders. Doch endlich versucht sich die ARD auch mal zur Primetime an einer Dramedy im britischen Stil [...]“[5]